# Schlacht an der Konzer Brücke
Solebay – Erste Schooneveld – Zweite Schooneveld – Maastricht – Texel – Bonn – Sinsheim – Seneffe – Enzheim – Türkheim – Erste Stromboli - Sasbach – Konzer Brücke – Zweite Stromboli – Augusta – Palermo – Philippsburg – Maastricht – Valenciennes – Tobago – Cassel – Kokersberg –  Freiburg – Ypern – Rheinfelden – Saint-Denis
Die Schlacht an der Konzer Brücke war eine Episode des Holländischen Krieges. Am 11. August 1675 erfochten mit Kaiser Leopold I. verbündete Truppen einen Sieg über ein Heer des französischen Sonnenkönigs Ludwig XIV. Der Triumph vereitelte den Versuch eines französischen Entsatzheeres, die Belagerung der seit 1673 französisch besetzten Stadt Trier durch kaiserliches Militär aufzubrechen. In der Folge ergaben sich die Belagerten am 6. September 1675.
Kommandeur des französischen Entsatzheeres war Marschall François de Créquy (auch: de Créqui). Das kaiserliche Koalitionsheer befehligte Herzog Georg Wilhelm von Braunschweig-Lüneburg. Beratende Funktionen hatten dessen Bruder, der Osnabrücker Fürstbischof Ernst August, sowie Herzog Karl IV. von Lothringen (Georg Wilhelms und Ernst Augusts beider Bruder Johann Friedrich war als Herzog von Braunschweig-Calenberg (Hannover) französischer Parteigänger). Eine schlachtentscheidende Rolle spielte der kaiserliche Generalwachtmeister Otto de Grana.
Der Schlachtort liegt unweit von Trier, zwischen Wasserliesch und Konz unterhalb der Granahöhe, nahe der Mündung der Saar in die Mosel.

## Vorgeschichte
Im Devolutionskrieg hatte Ludwig XIV. einen ersten erfolgreichen Versuch unternommen, das französische Territorium nach Nordosten auszudehnen. War damals noch Spanien der Hauptgegner und die Spanischen Niederlande Ziel der Aggression, wandte sich der Sonnenkönig bald auch gegen das Heilige Römische Reich. Die unzureichend geschützte Westgrenze des durch Kleinstaaterei geschwächten Reichs war für dessen Expansionspolitik eine leichte Beute. So hatte Ludwig XIV. schon 1670 das Herzogtum Lothringen besetzt und dessen Herrscher, Karl IV., vertrieben. Nur vier Jahre nach Beendigung des Devolutionskrieges rüstete Frankreich zum Angriff auf die Vereinigten Niederlande. Ludwig XIV. wollte sich an dem einstigen Bündnispartner im Devolutionskrieg für dessen 1667 zu Breda geschlossenen Separatfrieden rächen, was ihn zum für ihn nachteiligen Aachener Frieden von 1668 gezwungen hatte. Von Interesse war außerdem die Schwächung der niederländischen See- und Handelsmacht.
Sein Vorhaben sicherte Frankreich im Vorfeld diplomatisch ab. Es schloss Allianzen mit England, Bayern und Schweden, und verband sich vertraglich mit fast allen Fürsten im strategisch wichtigen Niederrheingebiet. Über Subsidienverträge wurden Köln und Münster zur Stellung eigener Truppen verpflichtet. Im Bund mit Frankreich waren außerdem Osnabrück und Calenberg (Hannover). Der deutsche Kaiser erklärte 1671 seine Neutralität. Mittels Neutralitätsverträgen gewann Frankreich die Unterstützung Pfalz-Neuburgs mit den Herzogtümern Berg und Jülich, sowie Kurtriers, das mit der Mosel einen wichtigen Nachschubweg kontrollierte. Brandenburgs Großer Kurfürst, als Landesherr des strategisch wichtigen Herzogtums Kleve von Frankreich umworben, schlug sich zunächst auf Hollands Seite; darum wurde Kleve bei Kriegsausbruch kurzerhand von den Franzosen besetzt.

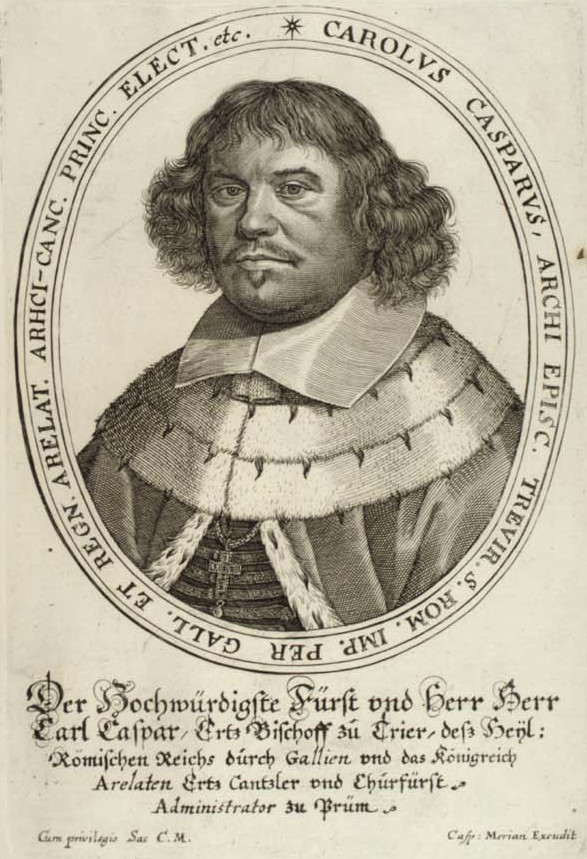
Karl Kaspar von der Leyen, Darstellung aus einem Krönungsdiarium aus dem Jahre 1658

Die fatale Grenzlage zwischen den Territorien der traditionell verfeindeten Bourbonen und Habsburger zwang vor allem den Trierer Landesherren Karl Kaspar von der Leyen zu einer opportunistischen Neutralitätspolitik, die sich dem aktuell Mächtigeren andiente. Ab Mai 1672 gab es regelmäßige Truppen- und Provianttransporte auf der Mosel; allein in der Zeit von April bis August zählten Augenzeugen annähernd 200 Versorgungsschiffe. Der Kurfürst blieb fernab vom Geschehen: Hauptstadt war zwar Trier, doch residierten die Landesherrn seit 1629 auf Schloss Philippsburg in Ehrenbreitstein – heute Stadtteil von Koblenz.
Am 12. März 1672, fünf Tage vor seiner offiziellen Kriegserklärung an die Niederlande, eröffnete England den Seekrieg mit einem Angriff auf den heimkehrenden Smyrna-Handelskonvoi im Ärmelkanal, auf Höhe der Isle of Wight. Frankreich erklärte im April den Krieg. Aufmarschbasis und Nachschubroute für den Angriff von Osten her bildeten die Territorien an Niederrhein und Mosel, über die 100 000 Mann gegen Holland vorrückten. Der Hauptstoß führte jedoch durch das mit Frankreich verbündete Hochstift Lüttich gegen Hollands stärkste Festung, das exterritorial gelegene Maastricht. Die Angriffsmacht verstärkten Köln mit 18 000 Mann und Münster mit etwa 25 000 Mann. Münster scheiterte nach anfänglichen Erfolgen Ende August 1672 und abermals im April 1673 an der niederländischen Festung Groningen. Die Operationen der Franzosen nahmen indes bedrohliche Ausmaße an. Sie eroberten binnen kurzem mehrere spanisch-luxemburgische und niederländische Festungen und konnten Anfang Juli 1673 auch Maastricht einnehmen. Am Tiefpunkt des sogenannten Rampjaars angelangt, durchstachen die verzweifelten Niederländer im Juni/Juli die Meerdeiche und setzten ihr Land unter Wasser. Der französische Vormarsch wurde abrupt gestoppt.

### Besetzung Triers durch die Franzosen 1673–75

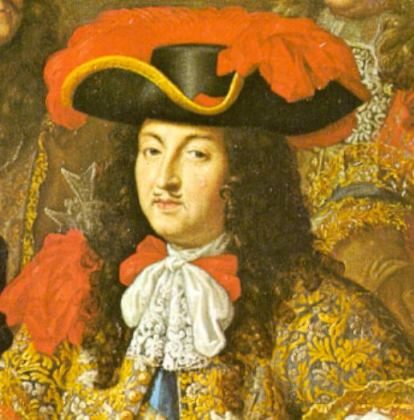
Der französische König Louis XIV. bei der Gründung des Pariser Observatoriums im Jahre 1667

Die nun freiwerdenden Truppen setzte Ludwig XIV. zum Teil gegen Kurtrier ein, dessen wankelmütige Neutralitätspolitik Frankreichs Nachschub über Mosel und Niederrhein gefährdete. Zudem war ihm bekannt geworden, dass der Trierer Kurfürst einige kaiserliche Kompanien zum „Schutze“ der Stadt Trier eingelassen hatte. Der Seitenwechsel Kurtriers war damit augenscheinlich geworden. Ein französisches Korps von etwa 10.000 Mann folgte Our und Sauer bis Oberbillig und besetzte Anfang August Igel. Dem Heerführer, Marschall Turenne, hatte der Sonnenkönig aufgetragen, von der Bevölkerung 133.000 Livres als Kontribution für den Unterhalt seiner Truppen einzutreiben. Die Einwohner waren dazu nicht in der Lage. Ein Bericht des Trierer Amts St. Maximin, der im Stadtarchiv in Trier aufbewahrt wird, schildert die desolate Situation: „Alle Dorfschaften sind überfüllt mit dem [französischen] Kriegsvolck, Musquetiers und der Leibguarde des Königs. Es ist nicht ein einziger Cavallier von ihnen, der nicht ein oder zween Diener habe. Es sind Häuser, worin 6 oder 8 zugleich und so viel Knecht und Pferdt inlogiert (einquartiert) sein. Sie verderben und verhergen den ganzen Erndt (Ernte). Es ist ein Elend und Jammer zu sehen und zu hören der armen vorhin verderbten Unterthanen Geschrei und Lamentationes (Klagen).“ Das nötige Bargeld beschafften sich die Franzosen von den Behörden und Klöstern der Region. Aufgrund der wachsenden Not wandte sich der Trierer Kurfürst mehrfach an den Reichstag mit der Bitte um Hilfe. Zunächst ohne Erfolg.
Am 24. August 1673 hatte Turenne die Stadt Trier mit ihren schätzungsweise 6000 Einwohnern vollständig eingeschlossen. Nach der Weigerung, eine 5000 Mann starke französische Garnison aufzunehmen, kam Trier vom 31. August bis zum 9. September 1673 unter Artilleriebeschuss. 500 Mann kurtrierisches Militär, eine Kompanie kaiserliche Soldaten sowie ein bewaffnetes Aufgebot aus Bürgern, Handwerkern und Studenten leisteten Widerstand, mussten aber doch kapitulieren. Bis zu 500 Franzosen waren gefallen, ebenso eine geringere Anzahl der Verteidiger. Ludwig XIV. schrieb in einem Brief an seinen Kriegsminister Louvois:

„Je veux faire tout ce que sera necessaire pour prendre Trèves.“

„Ich werde alles tun, was nötig ist, um Trier einzunehmen.“

6000 Franzosen, Schweizer und Engländer besetzten die Stadt. Die Verwaltung übernahm ein französischer Gouverneur. Die kurtrierischen und kaiserlichen Truppen, die sie verteidigt hatten, setzten sich per Schiff auf der Mosel in Richtung Koblenz ab.
In der Folgezeit bauten die Franzosen die Stadt bis Ende 1674 zu einer Festung aus. Um für die Abwehr eines möglichen Angriffs der kaiserlichen Truppen freies Schussfeld zu haben, ließen sie fast alle Gebäude außerhalb der Stadtmauern niederreißen. Dieses Vorhaben war Ende 1674 abgeschlossen, die Stadt glich danach in der Tat einer Festung, aber ihre Umgebung war verwüstet. Weitere französische Stützpunkte werden Wittlich, Neumagen, Bernkastel, Mayen, Saarburg, Karthaus und die Konzer Brücke.

### Die Schlacht an der Konzer Brücke

Kupferstich der Schlacht an der Konzer Brücke. Im Hintergrund die unterhalb von Taverne (Tawern) aufmarschierten Franzosen (f), davor die Reichstruppen (b,c), unterhalb davon die Consarbruck nebst Furten, hinten rechts der Liescher Berg mit Granahöhe (a)

Überquerung der Saar durch die Reichstruppen an der steinernen Konzer Brücke (links unterhalb die Pionierbrücke, oberhalb die östliche Reiterfurt)

Inzwischen aber wendete sich das Blatt gegen den Sonnenkönig. Im Mai 1672 war Brandenburg-Preußen unter dem Großen Kurfürsten an die Seite der Niederlande getreten (die er 1673 mit dem Vertrag von Vossem wieder fallen ließ), im Juni 1672 folgte der Kaiser. Das Jahr 1674 brachte den entscheidenden Umschwung: Österreich-Habsburg schmiedete eine anti-französische Koalition mit Spanien, Dänemark, Brandenburg, dem Kurfürstentum Sachsen, Wolfenbüttel und Lüneburg (Celle), Kassel und Kurtrier. Der Münsteraner Fürstbischof Galen wechselte die Seiten und schloss am 22. April 1674 einen Separatfrieden mit den Niederlanden. Am 11. Mai zog der bis dahin mit Ludwig verbündete Kölner Kurfürst Maximilian Heinrich nach. Dieser hatte schon im November 1673 nach neuntägiger Belagerung seine wichtigste Festung Bonn verloren und war nun zum Bündniswechsel gezwungen. Damit war der französische Nachschubweg über die Mosel und den Niederrhein lahmgelegt. Mit dem Frieden von Westminster (1674) fiel England von Frankreich ab und wechselte zu Habsburg. Als am 24. Mai 1674 der Reichstag den Reichskrieg gegen Frankreich erklärte, stießen auch Brandenburg und das bisher mit dem Sonnenkönig alliierte Osnabrück ins anti-französische Lager. Zu den wenigen Reichsteilen, die Frankreich treu blieben, zählten Bayern und Calenberg.
Zunächst geplant war ein Vorgehen gegen die an der Seite Frankreichs stehenden Schweden in Bremen-Verden. Ein Machtwort des Kaisers lenkte das Unternehmen dann in den Moselraum gegen Trier, um von dort aus gegen Lothringen oder das Elsass vorzurücken, wo starke französische Kräfte bis an Tauber und Main vorgedrungen waren. Drei Armeen wurden im Frühjahr 1675 für den Einsatz gegen Frankreich konzentriert, eine davon nahe Köln für den Einsatz an der Mosel. Die größten Kontingente stellten Lüneburg (5 000 Infanteristen, 3 000 Reiter, und mit 14 Geschützen die gesamte Artillerie) und Osnabrück (3 000 Fußtruppen, 800 Reiter). Münster und Trier waren mit jeweils 3000 Mann Fußtruppen beteiligt, hinzu kamen kaiserlich-österreichische Truppen (2000 Infanteristen, 1500 Reiter) sowie solche der Spanischen Niederlande (2000 Infanteristen). Herzog Karl IV. von Lothringen kommandierte mit 2 500 Reitern das Gros der Kavallerie. Im Ganzen zählte die Reichsarmee etwa 25 800 Mann, davon 18 000 Infanterie und 7 800 Kavallerie. Im Anmarsch waren außerdem 2000 Mann Fußtruppen aus Mainz, die jedoch erst nach der Schlacht eintrafen.
Die Streitmacht brach am 14. Juli in Oberhausen und Bergheim auf und erreichte Anfang August Schweich. Nach dem Bau einer hölzernen Behelfsbrücke bei Pfalzel über die Mosel standen die Alliierten am 4. August vor den Mauern der Stadt Trier und begannen mit deren Einschließung. Ludwig XIV. ließ daraufhin ein Entsatzheer mit etwa 10 800 Mann Infanterie, 5400 Mann Kavallerie und 11 Kanonen in Marsch setzen. Den Befehl hatte Marschall Créquy inne. Ursprünglich zur Unterstützung Condés ins Elsass anberaumt, machte er nun bei Zabern kehrt und langte über den Saargau kommend bei Tawern an, unweit des späteren Schlachtfeldes. Danach rückten die Franzosen weiter vor und hielten nun die Ebene unterhalb der (später so genannten) Granahöhe, diese selbst und die an sie angrenzenden niedrigen Terrassen am Rande des Liescher Berges besetzt.

Teilansicht der „Schlacht an der Konzer Brücke“. Vertreibung der Franzosen (blaue Fahnen) von der Granahöhe durch General Granas Reichstruppenkontingent (orange & gelbe Fahnen)

Die Reichsarmee sah sich daraufhin genötigt, die Belagerung Triers zu lockern und die noch jenseits der Saar lagernden Franzosen anzugreifen. In der Nacht vom 10. auf den 11. August stießen sie mit dem Gros ihrer Streitmacht zur etwa eineinhalb Wegstunden entfernten Konzer Brücke vor und nahmen den nur schwach bewachten Flussübergang im Handstreich. Ein kurz darauf unternommener französischer Gegenstoß wurde angesichts der zahlenmäßig überlegenen Alliierten abgebrochen. Diese begannen sofort, mit Hilfe einer Pontonbrücke eine zusätzliche Möglichkeit zur Flussquerung zu schaffen.
Zwischen Karthaus und Trier blieben 4 500 Infanteristen und 600 Reiter platziert, um einen Ausfall der in Trier liegenden Franzosen zu verhindern; tatsächlich wurde bald ein solcher von etwa 700 Mann vorgetragen und abgewiesen. Nordwestlich von Trier, bei Pfalzel, waren 3 600 Mann und 700 Reiter zum Schutz der Belagerungsgeschütze zurückgelassen worden. Die übrigen rund 16 000 Mann stellten sich am 11. August 1675 zur Schlacht an der Konzer Brücke. Ihnen standen gut 15 000 Franzosen gegenüber, die von der Anwesenheit des Feindes indes gänzlich überrascht wurden. Gegen 10 Uhr morgens (manche Quellen geben auch 8 Uhr an) überquerten die Alliierten die Saar an drei Stellen: Die Infanterie und Artillerie passierte über die steinerne Konzer Brücke und die neue Pionierbrücke, die Reiterei nutzte zwei je links und rechts der Brücken gelegene Furten. Generalwachtmeister Otto de Grana befehligte den rechten Flügel und erbeutete kurz nach der Saarüberquerung zwei bei Reinig (heute Ortsteil von Wasserliesch) auf der Mosel liegende Proviantschiffe der Franzosen. Anschließend eroberte er die strategisch wichtige nördliche Terrasse des Liescher Berges (die später nach ihm benannte Granahöhe); diese bot eine ausgezeichnete Sicht über das spätere Schlachtfeld und ein ideales Schussfeld.
Um 11 Uhr standen die Alliierten vollzählig auf dem südlichen Saarufer; eine halbe Stunde später wurden die überrumpelten Franzosen allgemein attackiert. Der Kampf verlief dennoch zunächst unentschieden. Créquy organisierte energische Gegenangriffe, die die Alliierten zeitweilig an den Rand einer Niederlage brachten. Das Eingreifen General Granas wendete das Kriegsglück. Mit Hilfe der gesamten lothringischen Kavallerie (etwa 2 200 Reiter), 600 Dragonern (je zur Hälfte aus Lothringern und Kaiserlichen bestehend) sowie rund 4 500 Mann Infanterie und 3 Geschützen eroberte er gegen nur halb so starke französische Kräfte den Liescher Berg und den Kehlberg. Nach etwa einer Stunde hatte Grana gegen 2 Uhr nachmittags die Anhöhen von Tawern besetzt und damit das französische Hauptheer in Seite und Rücken gepackt. Diese Aktion war es, die „die Niederlage der Feinde nach dreistündigem Kampf entschied“, so Inschrift des Granadenkmals. Für Crequys Truppen war die Lage nun aussichtslos, sie wendeten sich zur Flucht. Am Ende hatten sie schwere Verluste erlitten: Etwa 2000 Tote und 1600 Gefangene. Neben 80 Fahnen und Standarten erbeuteten die kaiserlichen Truppen alle 11 Kanonen und 200 Wagen mit Versorgungsgütern. Von den anti-französischen Verbündeten hatten mehr als 1000 Soldaten ihr Leben gelassen.
Einen Eindruck von der Heftigkeit des Kampfes beschreibt ein zeitgenössischer Bericht: „In diesem Stande fielen die Keyserlichen Truppen die Völcker [der Franzosen] so heftig an, dass sie diese Regimenter gäntzlich schlugen und in die Pfanne hacketen, dabei dem gantzen frantzösichen Lager ein solches Schrecken einjageten, daß ein jeder mehr umb die Flucht als umb das Fechten dachte“. Die Kaiserlichen verfolgten die Franzosen etwa 50 Kilometer weit bis zur Festung Sierck an der Grenze zum französisch besetzten Lothringen. Ein weiterer Vorstoß erschien den Verfolgern zu riskant, darum machte man kehrt und wandte sich nun gegen die in der Stadt Trier liegenden französischen Truppen.

### Kapitulation der französischen Besatzung Triers
Der französische Befehlshaber, Marschall Créquy, war mit einigen seiner Offiziere nach Saarburg entkommen. Mit einer lothringischen Reiteruniform verkleidet, gelang es ihm noch am Tag der Schlacht, des Nachts in das belagerte Trier zu gelangen. Dort übernahm er das Kommando über die eingeschlossenen französischen Truppen. Im weiteren Verlauf der Belagerung weigerte Créquy sich hartnäckig, zu kapitulieren und die Stadt zu übergeben. Die Unnachgiebigkeit Créquys trieb seine demoralisierten Truppen zur Meuterei, die den Alliierten am 6. September 1675 die Stadttore öffnete. Die französische Garnison war inzwischen von 6 000 auf 1 500 Mann zusammengeschmolzen; sie durfte unter Rücklassung der Pferde und Feuerwaffen nach Metz und Diedenhofen abziehen. Die Alliierten verloren bei der Belagerung etwa 500 Mann. Später konnte „der durch deutsche Gesinnung ausgezeichnete Kurfürst Erzbischof Karl Caspar von der Leyen“, so die Inschrift des Granadenkmals, wieder in seine Hauptstadt einziehen.
Créquy ergab sich nach der Einnahme der Stadt noch immer nicht. Er besetzte den Trierer Dom und kämpfte mit wenigen seiner Getreuen verbissen einen Ehrenkampf. Über die Umstände seiner Gefangennahme gibt es zwei Versionen. Die eine besagt, dass er zuletzt in einen Glockenturm des Trierer Doms geflüchtet und dort von einem braunschweigischen Offizier gefangen genommen worden sei. Nach der anderen Version habe man ihn hoch zu Ross im Dom hinter einem der Altäre angetroffen und festgenommen. Créquy wurde nach Koblenz auf die Festung Ehrenbreitstein gebracht. Im November ließ ihn der Trierer Kurfürst – vermutlich als Geste des guten Willens gegenüber Ludwig XIV. – wieder frei.

## Historische Bedeutung
Da die anti-französische Koalition auf eine entschlossene Ausnutzung ihres Sieges verzichtete, ist die Bedeutung der Schlacht an der Konzer Brücke historisch begrenzt geblieben. Die Zahl der Toten und Verwundeten beider Seiten hielt sich im Rahmen des in jener Zeit üblichen, doch war Créquys Streitmacht für den Moment zerschlagen. Die Verbündeten unterließen jedoch jedes weitere Vorgehen gegen die übrigen in Lothringen und Elsass stehenden Truppenkontingente des Sonnenkönigs, zumal die Franzosen dort bereits im Januar 1675 ein Reichsheer, während der  Schlacht bei Türkheim, geschlagen und vertrieben hatte. Der Verlust Bonns und Kölns sowie die Überflutung Hollands hatten den französischen Vorstößen über Mosel und Niederrhein ohnehin vorher schon ein Ende gesetzt. Indes hätte Trier für Ludwig XIV. die Basis für eine Rückeroberung verlorenen Terrains bilden können; der Verlust der Stadt war daher für ihn bedeutsam. Überhaupt geriet Frankreichs Niederlage schmerzhaft genug, sodass Trier und das Moseltal für den Rest des Holländischen Kriegs unbedroht bleiben sollten.
In einer Fortsetzung des Kampfes gegen Frankreich hatten insbesondere Lüneburg und Münster keine Vorteile gesehen, sondern vielmehr die Gefährdung des eigenen militärischen Potenzials. Mehr Profit versprach dessen Einsatz im Nordischen Krieg (1674–1679), gegen Frankreichs Alliierten Schweden. Schweden stand nach der Niederlage bei Fehrbellin gegen Kurbrandenburg geschwächt da; hier winkten im Fall eines Sieges bedeutende Territorialgewinne. Daher rüsteten beide Reichsländer gemeinsam mit Brandenburg und Dänemark zum Bremen-Verdener Feldzug, zu dem sie bereits im September 1675 aufbrachen.
Erst im Reunionskrieg besetzten die Franzosen 1684 Trier erneut, an ihrer Spitze Marschall Créquy. Nach Einnahme der Stadt Luxemburg im Juni 1684 ließ er alle Trierer Türme niederreißen und den Stadtgraben zuschütten.

## Schlachtfeld heute
Die Gefallenen beider Seiten sollen zum Großteil in Massengräbern oberhalb der Granahöhe begraben worden sein, nämlich auf einer höher gelegenen Terrasse des Berghanges im Distrikt „Auf der Kerrichhof“ („Auf dem Kirchhof“, in moselfränkischer Mundart „Ob ’m Körfich“). Bis in die jüngere Vergangenheit hinein fanden Bauern auf dem Schlachtfeld beim Bestellen ihres Landes immer wieder Überreste von Waffen und anderem Kriegsgerät, Kanonenkugeln und viele Hufeisen. Die Gegend galt lange Zeit als nicht geheuer, Spukgeschichten machten in der Landbevölkerung immer wieder die Runde.
Zur Erinnerung an die „Schlacht bei der Conzer Brück“, wie sie in zeitgenössischen Quellen genannt wird, errichtete man 1892 auf der Granahöhe das Granadenkmal.

Granadenkmal auf der Granahöhe

Heute ist das Denkmal Teil des mit EU-Unterstützung 2005/2006 eingerichteten „Kultur- und Orchideenweges“ der Obermoselgemeinde Wasserliesch.